# Isongole (Rungwe)
Isongole ist ein Verwaltungsbezirk (Ward) des Distrikts Rungwe in der tansanischen Region Mbeya.

## Geografie
Isongole liegt im Südwesten von Tansania in der Hochlandzone. Das Land steigt im Nordwesten zum Ngozi-Krater auf 2200 Meter und im Süden im Mount Rungwe auf 2900 Meter Seehöhe an. Der größte Fluss ist der Kiwira, der in den Songwe und mit diesem in den Malawisee entwässert. Das Klima ist kühl, es regnet zwischen 1500 und 2700 Millimeter im Jahr. Die Fläche des Bezirks umfasst 61 Quadratkilometer und bei der Volkszählung 2022 lebten hier 8600 Menschen in 2519 Haushalten.

## Geschichte
Bei der Volkszählung 2002 lebten 14.284 Menschen im Bezirk, diese Zahl stieg auf 18.689 im Jahr 2012. Danach wurde Ndanto abgespaltet, sodass die Bevölkerungszahl auf 8600 bei der Zählung 2022 zurückging.

## Gliederung
Der Bezirk besteht aus sechs Gemeinden (Mtaa) mit 22 Orten (Kitongoji):
| Idweli - Sogeza - Itenki - Ijela - Katumba - Iwawa | Ngumbulu - Ipyela A - Ipyela B - Nsanga - Ikambaku - Muungano | Isyonje - Isyonje A - Isyonje B - Kenya - Mbwiga | Unyamwanga - Uholo - Nguga - Shoga | Ndwati - Igalula - Ndowela - Bwawani | Mbeye 1 - Nyaga - Tembela |

## Wirtschaft und Infrastruktur
- Landwirtschaft: Im Bezirk werden überwiegend Kartoffeln, Pyrethrum, Mais, Bohnen, Pflaumen, Pfirsiche und Gemüse angebaut.[3] Die wichtigsten Nutztiere sind Rinder, im Jahr 2016 wurden 2448 Tiere gehalten.[10]
- Bildung: Die Isongole Secondary School,[11] Bulyaga Secondary School,[12] Ndanto Secondary School[13] und die Mporoto Secondary School[14] sind weiterführende Schulen mit einer Ausbildung bis zur 4. Stufe.
- Gesundheit: In Isongole befindet sich ein Gesundheitszentrum.[15] Außerdem gibt es öffentliche Apotheken in den Orten Isongole,[16] Ngumbulu[17] und Isyonje.[18]
- Fremdenverkehr: Um den Mount Rungwe gibt es ein 136,5 Quadratkilometer großes Naturreservat, an dem Isongole Anteil hat. Hier werden Bergwanderungen, Tier- und Vogelsafaris angeboten.[19]